# Кортайо (культура)
Культура Кортайо, фр. Cortaillod — археологічна культура, одна з численних археологічних культур епохи неоліту Швейцарії, на захід від культури Пфін, що існувала одночасно.
Часто розглядається як частина культури Шасі-Лагоцця-Кортайо, яка культурно розділена на невеликі частини.
Походить від стародавнього неоліту Валасія, групи Ла-Огет або Егольцвільської культури та частково була одночасною з культурою Пфін.
У деяких регіонах також була замінена останньою.
Датується 3900 — 3500 pp. до Р. Х. До її виникнення, 4300 — 3900 pp. до Р. Х. на заході Альп існувала культура «класичний Кортайо», а центральній Швейцарії — «ранній Кортайо».
Поступово поглинула сусідню егольцвільську культуру.
В основному поширена як приозерна культура в смузі шириною близько 40-50 км від Женевського до Цюрихського озера.
Культура названа на честь села Кортайо в кантоні Невшатель, на західному березі озера Невшатель.

Характерні особливості — велика кількість собачих кісток, а також підвіски з метаподієвих кісток собаки, що говорить про існування тісних відносин між людиною і собакою в зазначений період в Альпах як у цієї культури на заході Альп, так і в культурі Горген на сході Альп.
Крім полювання, основою харчування були рибальство та розведення свійських тварин (переважно великої рогатої худоби).
У поселенні Тванн на березі озера був знайдений дріжджовий хліб віком 3700 років.
Мисливською зброєю були стріли (наконечники стріл трикутні або серцеподібні з увігнутою основою) і луки, а також метальні палиці у вигляді бумерангів.
Про рибальство свідчать рибальські гачки з кісток, гарпуни з оленячих рогів, залишки сіток і сітних поплавців.
Про важливість землеробства свідчать крем'яні серпи з дерев'яним держаком, дерев'яні гребінці для коноплі та льону, точильні камені та борознисті копальні палиці.
До кам'яних знарядь відносяться кам'яні сокири та топірці, крем'яні серпи, а також шліфовані долота та тесла.
З дерева виготовляли кубки, луки, ціпи, мотики, гребінці, ложки, стріли, чаші та колотки.
Сировиною для сокир, кирок і молотів служили роги (переважно оленячі).
З імпортної міді виготовляли сокирки, долота, штучні перли та ювелірні підвіски.
З глини виготовляли характерні для цієї культури амфори, тарілки, чаші та миски з круглим дном і складчасті миски.
До деяких блискучих чорних посудин як прикрасу було приклеєно березові рейки за допомогою клею, схожого на дьоготь.
Найстаріше поселення на березі озера у Швейцарії на сьогодні було виявлено на озері Цуг в 1990-х роках, датується 4350 — 4000 роками до Р. Х. На підставі керамічних знахідок датовано та віднесено до культури Кортайо або ще давнішої Егольцвільської культури (AiD 1999/2).
Однією з видатних знахідок Чам-Еслена є перфорована подвійна сокира з серпентиніту з древком, обмотаним березовою корою.
На зміну культурі Кортайо і Пфін прийшла культура Горген.